# Challain-la-Potherie
Challain-la-Potherie és un municipi francès situat al departament de Maine i Loira i a la regió de País del Loira. L'any 2007 tenia 806 habitants.

## Demografia

### Població
El 2007 la població de fet de Challain-la-Potherie era de 806 persones. Hi havia 338 famílies de les quals 104 eren unipersonals (40 homes vivint sols i 64 dones vivint soles), 119 parelles sense fills, 103 parelles amb fills i 12 famílies monoparentals amb fills.
La població ha evolucionat segons el següent gràfic:
Habitants censats

### Habitatges
El 2007 hi havia 396 habitatges, 341 eren l'habitatge principal de la família, 24 eren segones residències i 32 estaven desocupats. 381 eren cases i 13 eren apartaments. Dels 341 habitatges principals, 239 estaven ocupats pels seus propietaris, 99 estaven llogats i ocupats pels llogaters i 2 estaven cedits a títol gratuït; 3 tenien una cambra, 15 en tenien dues, 56 en tenien tres, 75 en tenien quatre i 192 en tenien cinc o més. 255 habitatges disposaven pel capbaix d'una plaça de pàrquing. A 178 habitatges hi havia un automòbil i a 132 n'hi havia dos o més.

### Piràmide de població
La piràmide de població per edats i sexe el 2009 era:
| Homes | Edats   | Dones |
| ----- | ------- | ----- |
| 1     | 95 o +  | 1     |
| 0     | 90 a 94 | 1     |
| 3     | 85 a 89 | 8     |
| 5     | 80 a 84 | 6     |
| 20    | 75 a 79 | 25    |
| 22    | 70 a 74 | 28    |
| 19    | 65 a 69 | 25    |
| 19    | 60 a 64 | 23    |
| 16    | 55 a 59 | 17    |
| 23    | 50 a 54 | 20    |
| 32    | 45 a 49 | 30    |
| 32    | 40 a 44 | 24    |
| 24    | 35 a 39 | 26    |
| 18    | 30 a 34 | 15    |
| 33    | 25 a 29 | 16    |
| 30    | 20 a 24 | 25    |
| 33    | 15 a 19 | 27    |
| 32    | 10 a 14 | 28    |
| 18    | 5 a 9   | 17    |
| 18    | 0 a 4   | 14    |

## Economia
El 2007 la població en edat de treballar era de 502 persones, 381 eren actives i 121 eren inactives. De les 381 persones actives 361 estaven ocupades (205 homes i 156 dones) i 20 estaven aturades (12 homes i 8 dones). De les 121 persones inactives 58 estaven jubilades, 35 estaven estudiant i 28 estaven classificades com a «altres inactius».

### Ingressos
El 2009 a Challain-la-Potherie hi havia 342 unitats fiscals que integraven 830 persones, la mediana anual d'ingressos fiscals per persona era de 14.818 €.

### Activitats econòmiques
Dels 33 establiments que hi havia el 2007, 1 era d'una empresa alimentària, 10 d'empreses de construcció, 8 d'empreses de comerç i reparació d'automòbils, 1 d'una empresa de transport, 1 d'una empresa d'hostatgeria i restauració, 5 d'empreses immobiliàries, 5 d'empreses de serveis, 1 d'una entitat de l'administració pública i 1 d'una empresa classificada com a «altres activitats de serveis».
Dels 10 establiments de servei als particulars que hi havia el 2009, 1 era un taller de reparació d'automòbils i de material agrícola, 2 paletes, 1 guixaire pintor, 3 lampisteries, 1 electricista, 1 restaurant i 1 agència immobiliària.
Dels 2 establiments comercials que hi havia el 2009, 1 era una botiga de menys de 120 m² i 1 una fleca.
L'any 2000 a Challain-la-Potherie hi havia 84 explotacions agrícoles que ocupaven un total de 4.130 hectàrees.

## Equipaments sanitaris i escolars
El 2009 hi havia una escola elemental.

## Poblacions més properes
El següent diagrama mostra les poblacions més properes.